# Doom (Job for a Cowboy)
Doom è il secondo EP dei Job for a Cowboy pubblicato dopo il precedente demo autoprodotto.

## Tracce
1. Catharsis for the Buried – 0:55
2. Entombment of a Machine – 4:07
3. Relinquished – 4:49
4. Knee Deep – 4:30
5. The Rising Tide – 4:45
6. Suspended by the Throat – 4:15
7. Entities – 3:58

## Formazione
- Jonny Davy - voce
- Ravi Bhadriraju - chitarra
- Andrew Arcurio - chitarra
- Brent Riggs - basso
- Elliott Sellers - batteria